# Braslav (Baja Panonia)
Braslav ( fl. 882-896) fue un príncipe que gobernó a los eslavos de la Baja Panonia, en un territorio englobado principalmente en la moderna Croacia, entre 884 y 896, en calidad de vasallo de Arnulfo de Carintia. Participó en la guerra franco-morava (882-884) y en la invasión franca de Moravia (891-892). Se lo  menciona por última vez cuando Arnulfo le confió Panonia para asegurar la frontera franca contra los húngaros (896), quienes posteriormente invadieron toda Panonia y penetraron luego en Italia.

## Situación
En 882-884, se libró una sangrienta guerra entre Arnulfo de Carintia y Svatopluk I de Moravia, en la que Panonia y el Danubio fueron los territorios que más sufrieron. Se dice que Svatopluk «hizo grandes matanzas» y «arrasó mucho a sangre y fuego». Los dos enemigos firmaron la paz en 884.

## Duque

El territorio gobernado por Braslav

Príncipe eslavo y muy leal a los francos según los Annales regni Francorum, Braslav era el duque de la Baja Panonia (Pannonia inferior cum duce Braslao ad officium rediit). Gobernaba una provincia que se extendía desde el Drava hasta el Sava (la moderna Eslavonia). Participó en el tratado franco-moravo de paz de 884 alcanzado en Tulln.
En algún momento de 891, según los Anales de Fulda, Arnulfo envió una embajada encabezada por el margrave Aribo a Moravia para renovar la paz. Una carta escrita por el margrave anunció pronto que los legados regresaban de las tierras de Svatopluk y que los moravos habían acordado «entregarse en amistad». Sin embargo, Svatopluk incumplió sus promesas, por lo que Arnulfo decidió invadir Moravia en el 891. Primero, se reunió con Braslav, el dux eslavo, junto al río Sava; luego reunió un ejército de franconios, bávaros y alamanes, y también reclutó a húngaros para que se participaran en la campaña (por este último reclutamiento, los autores otonianos culparon a Arnulfo de haber permitido que los húngaros devastasen Europa). Braslav participó en la campaña de 892.
Los húngaros devastaron Panonia tras la muerte de Svatopluk en 894; se enemistaron así con Arnulfo al amenazar la Panonia franca. La situación se volvió crítica cuando los húngaros ocuparon la llanura entre los ríos Tisza y Danubio. Así, en 895 o 896, Arnulfo confió Mosapurc (la moderna Zalavár, en Hungría) y Panonia a Braslav, con el objetivo de fortalecer la defensa de su frontera sureste. Sin embargo, Arnulfo y Braslav no pudieron detener a los húngaros, que invadieron Panonia. Braslav aparece mencionado por última vez en una fuente que data del 898, momento en el que un gran ejército húngaro había entrado en Italia por primera vez, tras haber cruzado las tierras eslavas.

## Legado
Hay teorías que afirman que el nombre de la capital de Eslovaquia, Bratislava, proviene de Braslav (Brezalauspurc, 907).
Parte de la historiografía croata moderna define a Braslav como duque croata.